# Chróścina (Góra)
Chróścina (deutsch: Kraschen) ist ein Dorf in der Woiwodschaft Niederschlesien, es liegt im Powiat Górowski und gehört zur Stadt- und Landgemeinde Góra.

## Sehenswürdigkeiten
- Die katholische Pfarrkirche St. Michael (kościół parafialny pw. św. Michała Archanioła) ist eine spätgotische Saalkirche vom Ende des 15. Jahrhunderts, teilweise wiedererrichtet, mehrfach restauriert. Im Inneren gibt es eine barocke Kanzel von 1743 mit einer Figur des Erzengels Michael und eine gotische Muttergottes  mit Kind von der ersten Hälfte des 15. Jahrhunderts.[1]

- Das Schloss war ursprünglich ein Renaissance-Gebäude, dann barock, heute ist nur noch eine Ruine erhalten.

- Zum Ensemble des Schlosses gehören ein Park aus dem 19. und 20. Jahrhundert sowie eine Figur des heiligen Johannes Nepomuk aus dem 18. Jahrhundert.

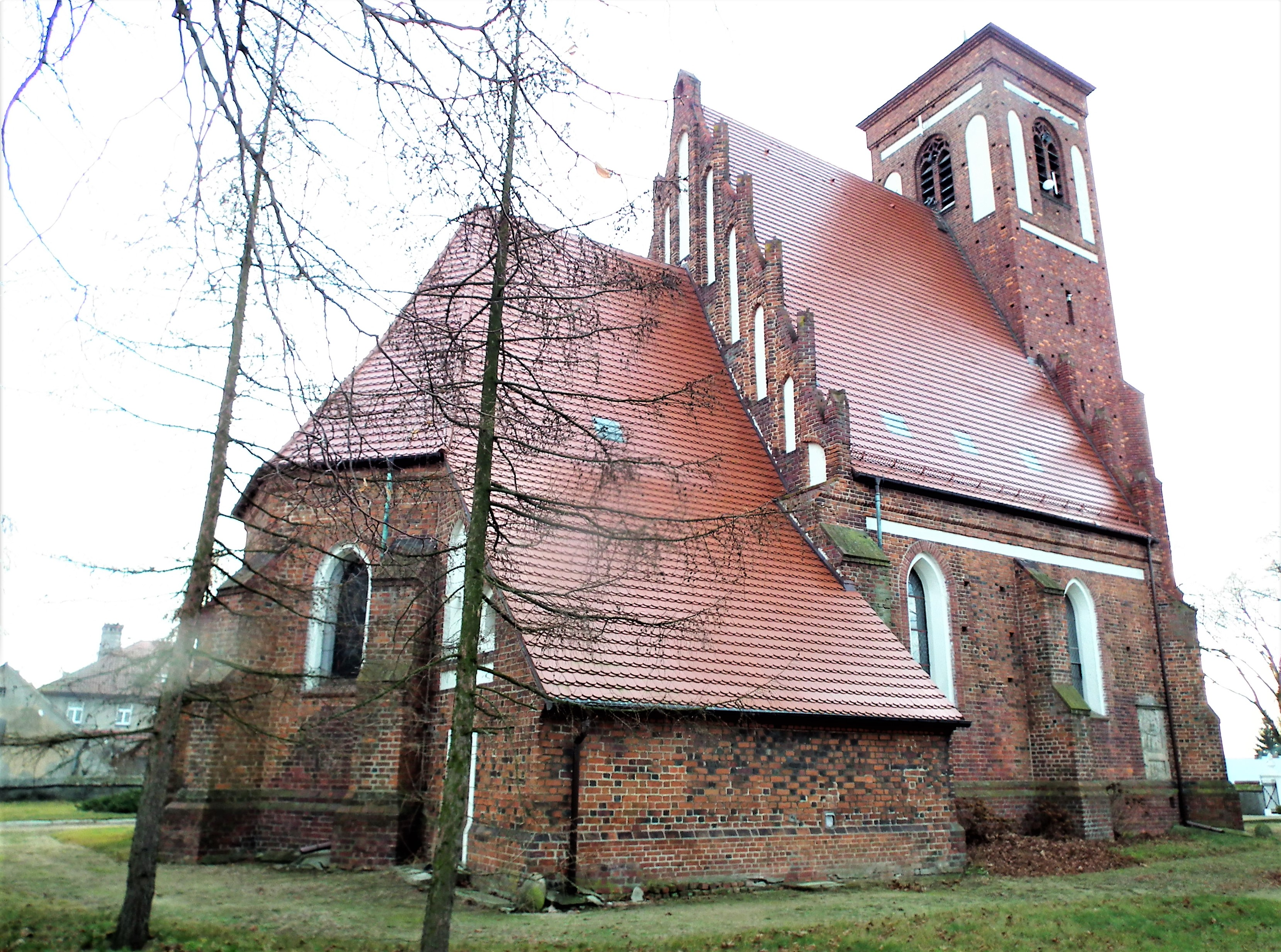
Kirche St. Michael
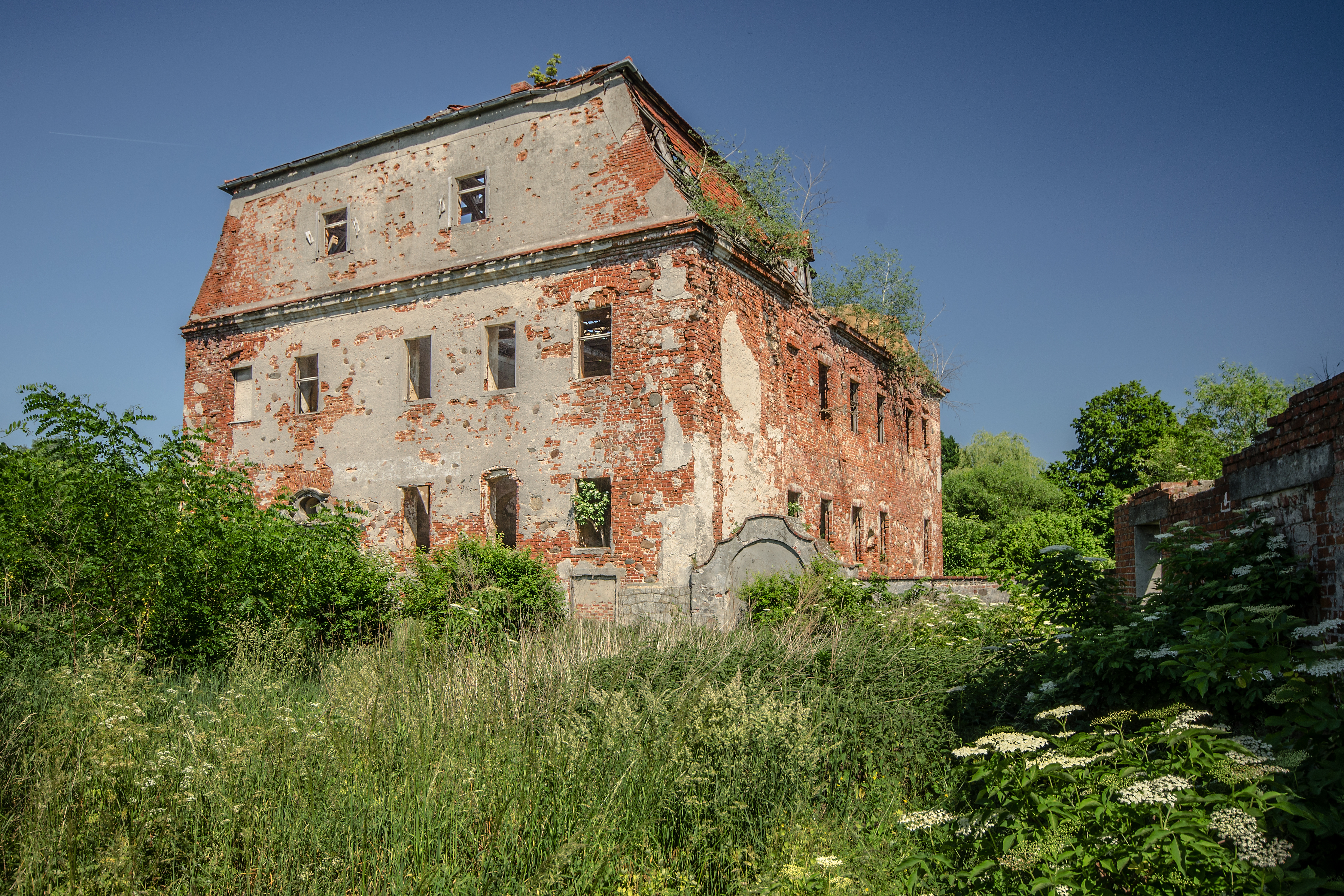
Die Schlossruine
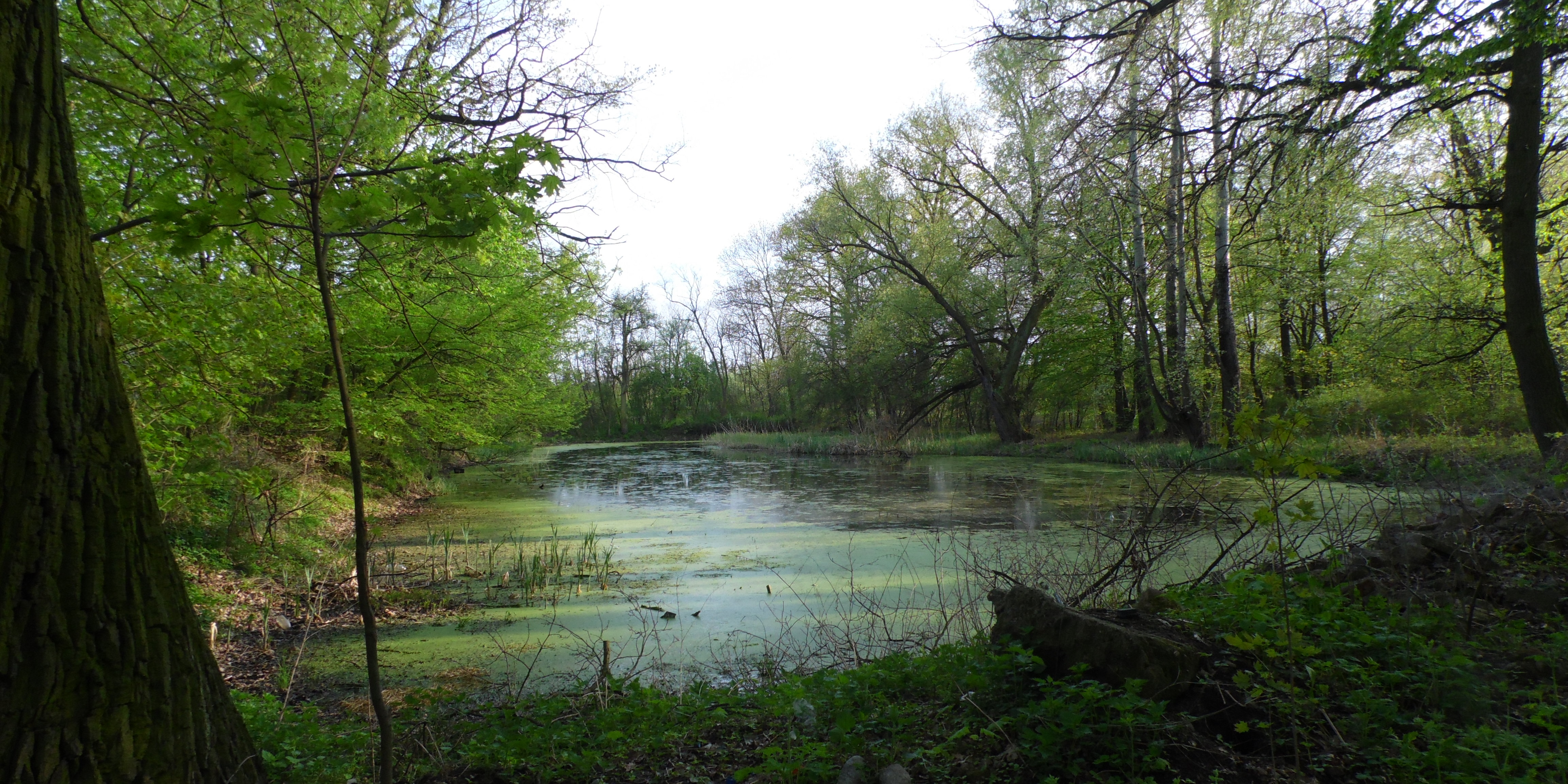
Der Schlosspark